# Fototyristor
Fototyristor má podobnou charakteristiku jako normální tyristor, jen ji nemá závislou na proudu IG, ale na intenzitě osvětlení Ex. Lze jej dopadajícím zářením přepnout z blokovacího stavu do propustného.
Fototyristory jsou výkonové spínací součástky, které se z blokovacího stavu do sepnutého stavu přivádějí světelným signálem. Fototyristory potřebují vnější zdroj světla. Optotyristory mají zdroj světla integrovaný ve svém pouzdře.